# エアーパラダイス国際航空
エアーパラダイス国際航空（ エアーパラダイスこくさいこうくう、Air Paradise International）はインドネシアに本拠をおいていた航空会社である。2003年2月にバリ島のデンパサールからオーストラリアのメルボルンとパースに就航し、運航を開始した。2005年11月24日、同年10月1日バリ島での爆発事件後の旅客の落ち込みにより運航を停止した。

## 路線
2004年12月27日から、バリ島のデンパサールから関西国際空港への便が就航していた。
2005年2月現在のその他のルートはデンパサールからオーストラリア（メルボルン、シドニー、パース、アデレード、ブリスベン）、大韓民国のソウル(仁川)であった。

## 使用機材
エアーパラダイス国際航空の機材は以下の航空機で運航されていた（2005年7月現在）

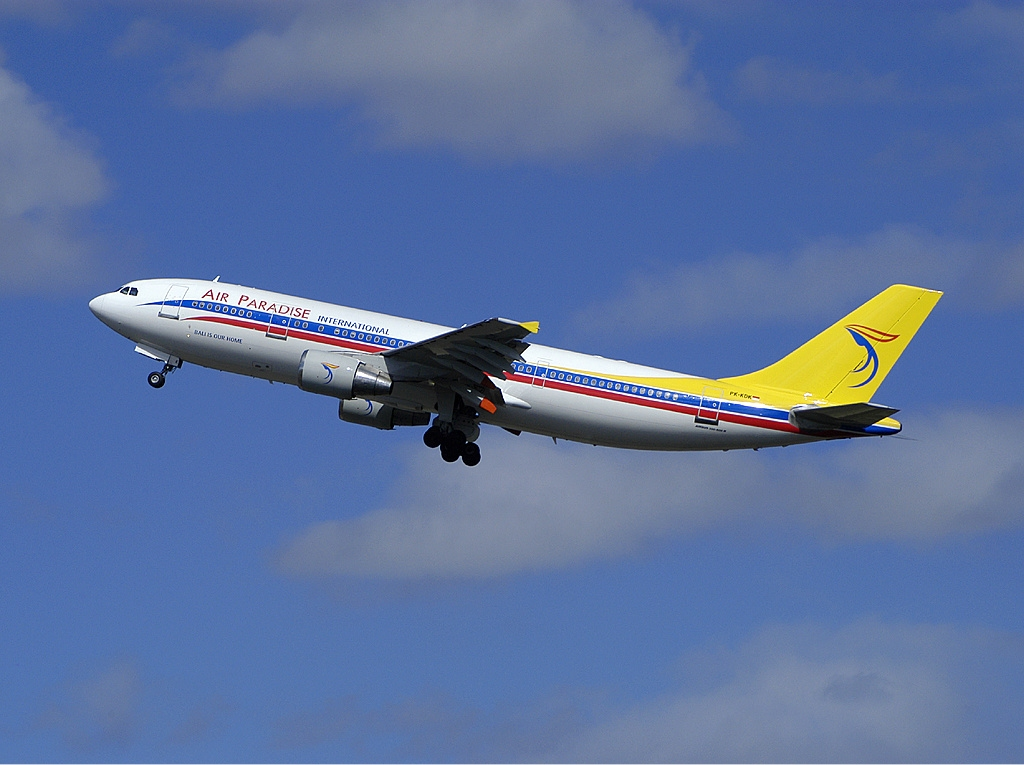
A300-600R

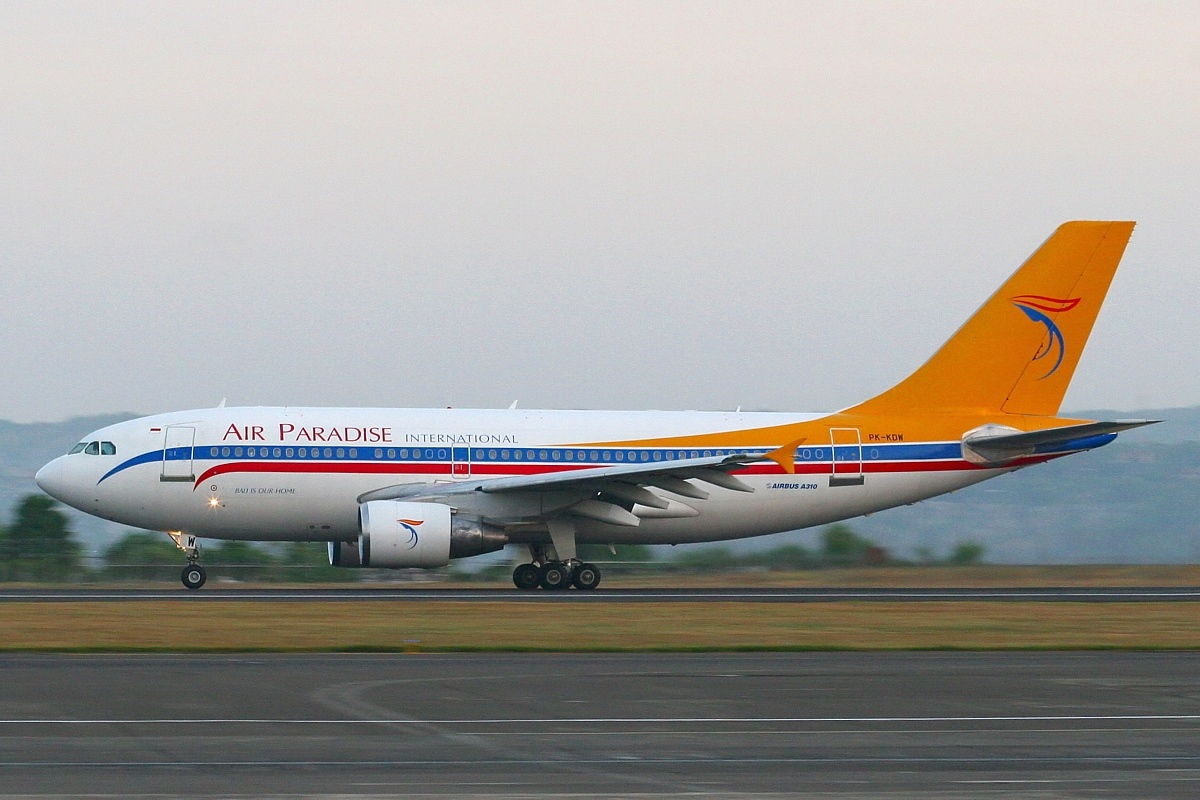
A310-300

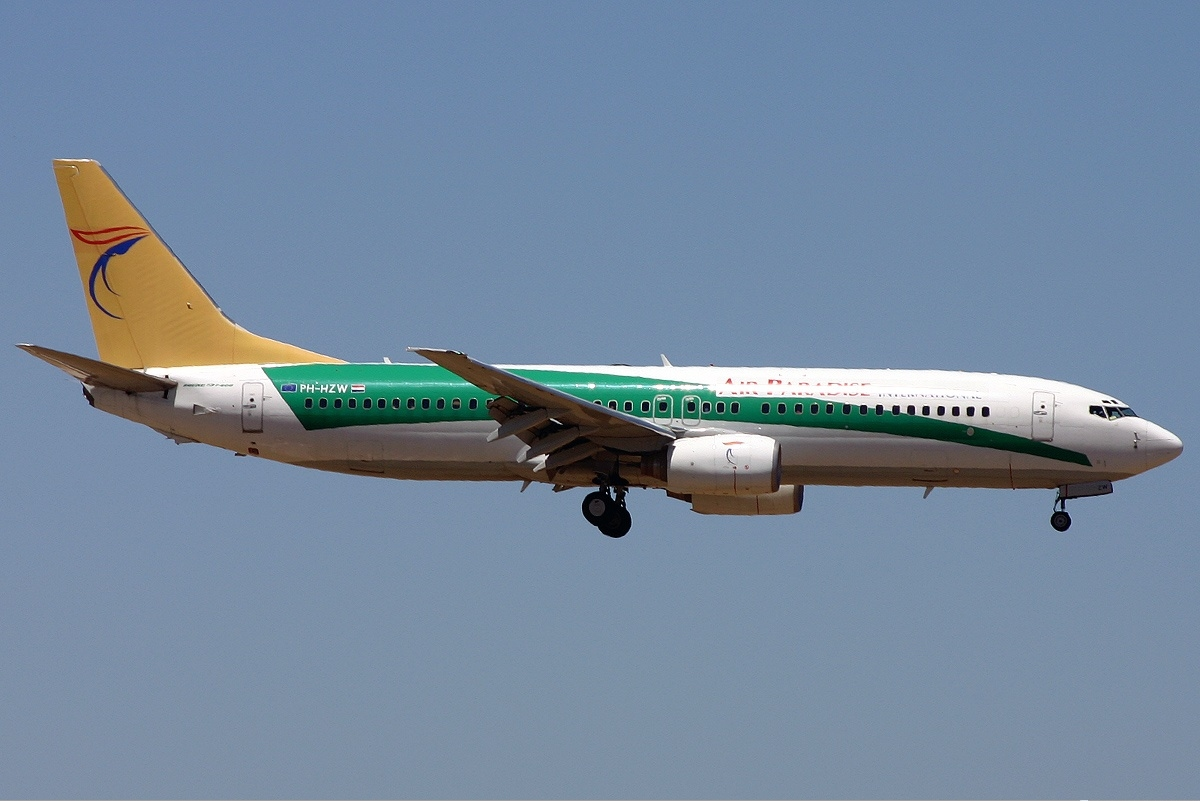
B737-800

- エアバスA300-600R型機 1機
- エアバスA310-300型機 2機